# Brauerei Fässla
 (avril 2021).
Si vous disposez d'ouvrages ou d'articles de référence ou si vous connaissez des sites web de qualité traitant du thème abordé ici, merci de compléter l'article en donnant les références utiles à sa vérifiabilité et en les liant à la section « Notes et références ».
La Brauerei Fässla est une brasserie allemande située à Bamberg.

## Histoire

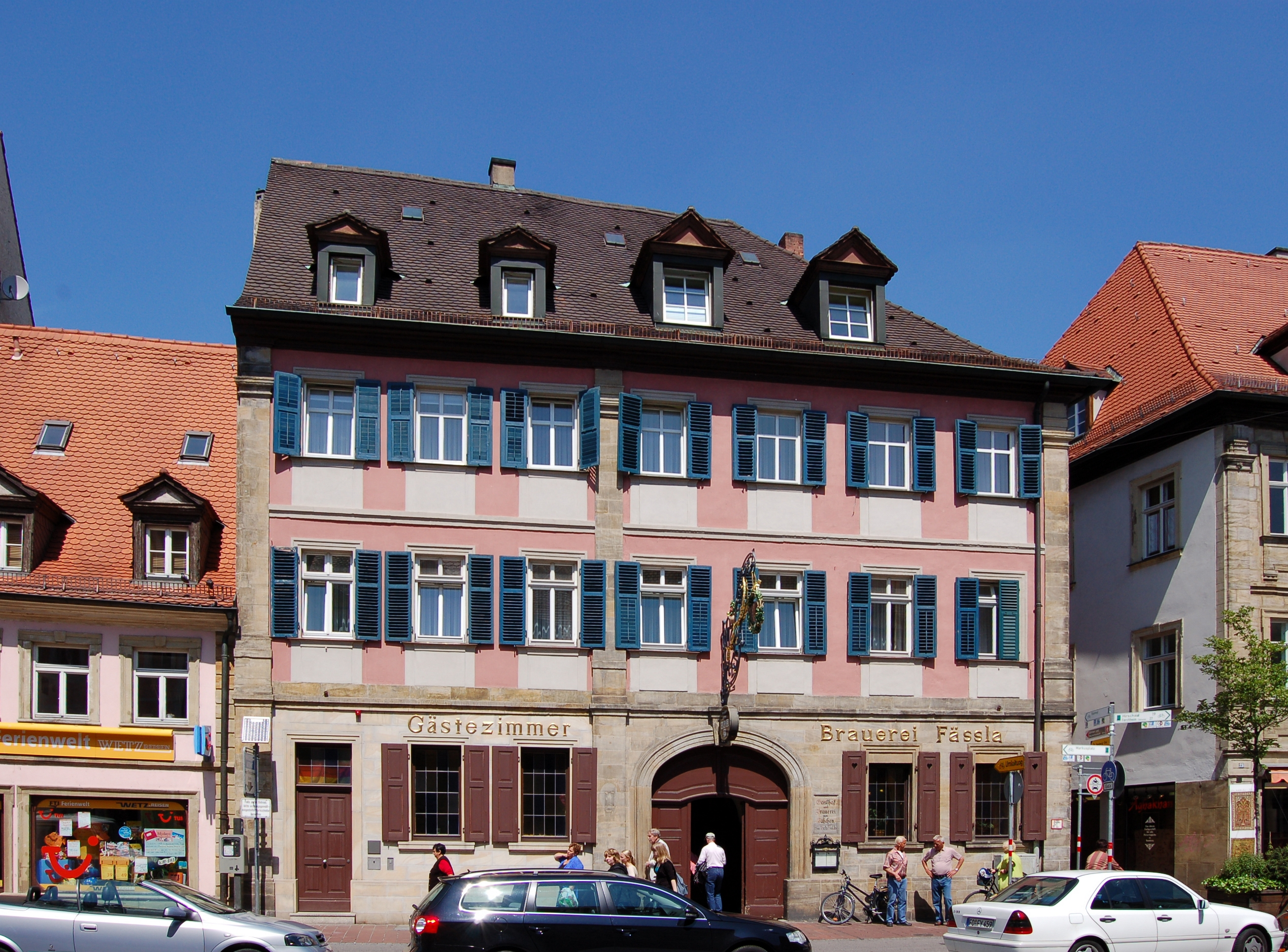
Siège traditionnel et auberge-restaurant à Bamberg

La brasserie Fässla aurait été créée en 1649 : juste après la guerre de Trente Ans, le brasseur et tonnelier Hanß Lauer fonde une brasserie vers le Saint-Sépulcre. La maison est beaucoup plus ancienne, elle serait du XIVe siècle.
Un acte notarié mentionne l'acquisition le 20 janvier 1898 de la brasserie Fässla par le maître brasseur Paul Lutz. Depuis octobre 1986, elle appartient à la famille Kalb.

## Production
La brasserie produit six sortes de bière : la Zwergla (6 % d'alcool), la Lagerbier (5,5 %) et la Gold-Pils (5,5 %) (produites avec la levure Saccharomyces carlsbergensis), les helles et dunkles Weizenbier (5 %).
En octobre, elle produit une starkbier, la Bambergator, avec 8,5 % d'alcool et une densité primitive de moût de 21 %.
La brasserie Fässla est la deuxième plus grande brasserie de la ville de Bamberg.